# Sylvia Shaw Judson
Sylvia Shaw Judson (Chicago, 30 giugno 1897 – Lake Forest, 31 agosto 1978) è stata una scultrice statunitense.
È stata una scultrice professionista che ha lavorato dapprima a Chicago e successivamente a Lake Forest, nell'Illinois. Ha creato una vasta gamma di opere d'arte scultoree, in particolare pezzi da giardino raffiguranti bambini e animali. Per più di cinquant'anni ha scolpito figure umane a grandezza naturale in un'epoca in cui critici e curatori prediligevano opere astratte. Molti anni dopo la sua morte, la sua serenamente semplice Bird Girl divenne ampiamente conosciuta e ammirata.
Figlia di una famiglia benestante, Sylvia Shaw Judson ha goduto di idilliache estati spensierate e dei vantaggi di scuole private, viaggi all'estero, legami sociali e diversi anni di formazione e stage con i migliori insegnanti. Anche dopo essere diventata un'artista acclamata a pieno titolo, ha continuato a essere identificata come la figlia di Howard Van Doren Shaw, un importante architetto morto nel 1926, all'inizio della sua carriera. Lei lo definì «l'influenza più importante nella mia vita di scultrice».
Quarant'anni dopo la morte di suo padre, Sylvia gli ha dedicato il suo libro For Gardens and Other Places e scrisse che "voleva che fossi il suo scultore privato". Ma per quanto evidentemente desiderasse dargli credito per il suo successo, era in gran parte il risultato della sua creatività artistica e del suo duro lavoro. Il numero esatto di opere da lei realizzate è incerto, probabilmente un'ottantina in tutto. Dovevano essere oggetto di tranquilla contemplazione e la maggior parte non sono visibili al pubblico.

## Biografia

### Primi anni ed istruzione
Sylvia nacque a Chicago il 30 giugno 1897 da Frances Wells Shaw (poetessa e drammaturga) e dall'architetto Howard Van Doren Shaw. Vivevano nell'esclusivo Hyde Park, non lontano dall'Università di Chicago. Nello stesso anno suo padre acquistò 50 acri di terreno su Green Bay Road a Lake Forest (40 miglia (64 km) a nord di Hyde Park) e iniziò a costruire una casa di campagna inglese di Arts and Crafts che sarebbe stata la residenza estiva della famiglia. La chiamava "Ragdale". Avevano un prato e una prateria vergine, una vecchia fattoria e un fienile, una casetta per il contadino, un frutteto, un orto, pascoli per cavalli e mucche, stalle per galline e pecore, e persino un teatro all'aperto dove Sylvia e le sue sorelle dicevano poesie e recitavano le commedie della madre. Sylvia trascorse la maggior parte delle sue estati in questo ambiente bucolico, che influenzò profondamente la sua scultura.
Studiò all'Università di Chicago Laboratory School and School for Girls, e nel 1914-15 frequentò la Westover School, una scuola preparatoria per ragazze a Middlebury, nel Connecticut. Aveva deciso di diventare una scultrice e in un saggio su una rivista scolastica scrisse con sicurezza: "La mia specialità saranno i pezzi da giardino". Trascorse l'estate del 1915 lavorando come stagista con Anna Hyatt nel suo studio a Cape Ann nel Massachusetts.
Invece di andare al college, si iscrisse alla School of the Art Institute di Chicago per una formazione intensiva nella scultura di figure umane sotto Albin Polasek. Sylvia interruppe i suoi studi nel 1917 per un lungo tour in Estremo Oriente con suo padre che, secondo lei, fu un'influenza continua, in particolare per la scultura animale cinese. Dopo essersi diplomata alla SAIC nel 1918, affittò brevemente un piccolo studio a New York, ma "sentendo il bisogno di ulteriori studi" andò a Parigi.
Studiare con Antoine Bourdelle all'Académie de la Grande Chaumière ampliò le sue prospettive. Anni dopo scrisse: "A quel tempo era un'idea riscoperta che un'opera di scultura dovesse essere essa stessa un'opera di architettura". Nella scultura di Aristide Maillol apprezzava "un'appassionata ricerca dell'unità e della semplicità, un abbattimento, ma insieme a una pienezza di forma, una crescita verso l'esterno dall'interno", che sarebbero stati tutti attributi del suo lavoro successivo.

### Esperienza professionale iniziale
Sylvia Shaw sposò Clay Judson (un avvocato) nel 1921. La loro figlia Alice nacque nel 1922 e in quell'anno Sylvia dichiarò di essere una scultrice professionista. Vivevano in un appartamento a Chicago e lei allestì il suo studio in una lavanderia comune nel seminterrato. Una delle prime sculture che realizzò come professionista fu il divertente Naughty Faun (1923). Nel 1925 Alice, a tre anni, posò come Merchild, metà ragazza/metà pesce, curiosamente accattivante, con il viso nascosto dai riccioli mentre cercava di aprire un'ostrica; per questo lavoro la Judson ricevette una menzione d'onore alla mostra dell'Arts Club of Chicago l'anno successivo.
Nell'anno del suo primo premio professionale, il 1926, nacque suo figlio Clay Jr. e il suo amato padre morì a 57 anni. Era diventato un architetto di spicco a livello nazionale, insignito della medaglia d'oro dell'American Institute of Architects. La Judson lo definì l'influenza più importante nella sua vita di scultrice. Alla scuola di preparazione aveva scritto che lui l'aveva incoraggiata a creare sculture per i giardini delle grandi tenute. Durante i due anni successivi concepì una scultura da giardino che sarebbe stata, nel corso della sua vita, la sua opera più conosciuta e di maggior successo: Little Gardener.
Alice, a sette anni, posò per Little Gardener: a piedi nudi, con indosso solo un berretto e un camice, tenendo una pianta in vaso sulla spalla, una cazzuola da giardino nell'altra mano, un annaffiatoio ai suoi piedi, simboleggiante speranza e gioia e sembra guardare la vita con "occhi sereni", parole di una poesia di Frances Wells Shaw che sarebbe stata il titolo del libro di Sylvia del 1954. Giudicata la miglior scultura americana nel 1929, vinse il Logan Prize, raramente assegnato alla scultura. La Judson fu l'unica scultrice donna a ricevere questo ambito premio nei suoi 70 anni di storia. Selezionata nel 1964 per il Jacqueline Kennedy Garden alla Casa Bianca, dove si trova da allora e un'altra copia presentata alle Filippine nel 1966 dal Presidente Johnson come dono del popolo americano. Nel 1968, per l'ammissione alla piena adesione alla National Academy of Design, alla Judson fu richiesto di presentare un lavoro che considerava il suo migliore; scelse Little Gardener.
Nel 1936 la Judson chiese a una bambina di 9 anni di posare per una figura la cui testa inclinata e gli occhi tristi fanno sembrare che si sia rassegnata al suo destino: le sue braccia sottili devono reggere per sempre due ciotole. Questa immagine, che ricorda le forme femminili nell'architettura greca classica, riecheggia nelle profonde pieghe della sua lunga gonna, che hanno la forma dei flauti di una colonna greca. La Judson le diede vari nomi, ma solo nel 1967, quando la sua foto finì sulla copertina del libro della Judson, ebbe il nome con cui il pubblico l'avrebbe conosciuta, molti anni dopo: Bird Girl.
Un'importante pietra miliare nella carriera di Sylvia Shaw Judson arrivò nel 1938: la sua prima mostra personale, organizzata dall'Art Institute of Chicago e diffusa nei musei d'arte del Wisconsin, dell'Indiana, del Michigan e dell'Ohio. Bird Girl era al centro di diciotto sculture nella mostra, ma a quel tempo era conosciuta come Fountain Figure, il che potrebbe suggerire che la Judson originariamente intendeva che lei si trovasse sopra una piscina da giardino, l'acqua che scorre dolcemente dalle sue ciotole.

### Ritorno a Ragdale
I Judson fecero di Ragdale la loro residenza per tutto l'anno a partire dal 1942 e lei costruì uno studio nel prato. La madre di Sylvia era morta nel 1937 e Sylvia ora possedeva la casa. Il suo ritorno al rifugio della sua giovinezza coincise con nuovi interessi. I suoi sentimenti erano pacifisti e nel 1939 aveva iniziato a donare i profitti della sua attività per sostenere le cause quacchere. Nel 1949 entra a far parte della Società degli Amici (Quaccheri). Nel 1952 fu determinante nella creazione del Lake Forest Friends Meeting e nella costruzione di una casa per riunioni su un terreno donato da un amico, Sidney Haskins. Il suo libro del 1954, The Quiet Eye, cercò di persuadere i quaccheri che l'arte visiva può rispettare le convinzioni spirituali della loro fede.
Sylvia vinse un concorso nel 1957 per un monumento a Mary Dyer, coraggiosa martire quacchera impiccata dai puritani nel 1660. Alta sette piedi, questa era la più grande scultura mai realizzata dalla Judson. Le ci vollero due anni (1958-1959) per scolpirla, supervisionarne la fusione e vederla installata sul terreno della Massachusetts State House a Boston. Raffigura una donna in abiti quaccheri seduta su una panchina della casa delle riunioni, la testa china, le mani in grembo, la ferma determinazione evidente nei suoi occhi. Il modello della Judson, la cui somiglianza ha catturato in questa statua, era un membro del Lake Forest Friends Meeting.
Suo marito di 39 anni, Clay Judson, morì nel 1960. Dopo la sua morte Sylvia esplorò nuove forme e attività. Nel 1961-62 sperimentò l'arte religiosa con un mezzo sconosciuto, sand casting (colata in sabbia) le Stazioni della Via Crucis, quattordici placche in bronzo a bassorilievo per una chiesa cattolica. Nel 1963 sposò Sidney Haskins e accettò l'invito a tenere un corso di scultura nel 1963-64 presso l'Università Americana del Cairo al Cairo, in Egitto. Non aveva mai insegnato prima e doveva organizzare ciò che era arrivata a credere sulla sua arte per trasmetterla. "Le idee crescono e cambiano in questo processo", scrisse.
La Judson rese omaggio a Ragdale in Apple Tree Children (1967) utilizzando un vero albero del frutteto come elemento principale. Sull'albero ci sono due bambini in bronzo fuso: una bambina di 10 anni si appoggia a un ramo, cercando di concentrarsi sulla lettura di un libro mentre un bambino di 6 anni si arrampica più in alto su un altro ramo, facendo del suo meglio per disturbare la sua concentrazione, forse ricordando l'estate del 1932 quando Alice e Clay Jr. avevano quell'età e avrebbero potuto essersi arrampicati proprio su quell'albero.
L'ultima grande opera della Judson, creata nel 1969, mostra due bambini in una posa giocosa: un bambino di 3 anni sulla spalla di una bambina di 12 anni, che si guardano negli occhi, trovando gioia e divertimento nella loro amicizia. Questa è l'unica opera in cui ha unito due bambini in una figura; nelle sue sculture precedenti, i bambini erano sempre individui separati. Il nome che diede all'opera fu Friends, un nome con un significato aggiuntivo per lei come quacchera.
Nel 1971 Sylvia e suo marito si trasferirono in una comunità di pensionati quaccheri vicino a Filadelfia, ma lei tornava spesso a Ragdale per lavorare nel suo studio. Lei e sua figlia Alice erano determinate a preservare Ragdale, temendo che un futuro proprietario potesse demolire la casa e suddividere il terreno. Nel 1975 Sylvia donò quasi la metà della sua terra, più di 20 acri, a Nature Conservancy. Nel 1976, quando la casa di Ragdale fu inserita nel registro nazionale dei luoghi storici, la cedette ad Alice, che procedette a fondare la Fondazione Ragdale come ritiro per artisti e scrittori.
Sylvia Judson morì a Ragdale il 31 agosto 1978 e fu sepolta al Graceland Cemetery di Chicago. Tre anni prima aveva organizzato la distruzione dei suoi modelli in gesso e degli stampi per colata dopo la sua morte, per evitare che venissero fatte copie non autorizzate. Quello che evidentemente aveva dimenticato è che aveva donato alcuni dei suoi modelli originali in gesso, tra cui Little Gardener e Bird Girl, alle scuole elementari pubbliche negli anni '50 e '60 per rendere l'arte accessibile ai giovani e infondere loro un senso di apprezzamento per l'arte.

### Fama tardiva
Sedici anni dopo la sua morte la Judson divenne improvvisamente nota a livello nazionale dopo la pubblicazione nel 1994 del sensazionale Mezzanotte nel giardino del bene e del male, la cui copertina era una foto di una bellezza ossessiva di una scultura nel Bonaventure Cemetery di Savannah. Il libro è rimasto nella lista dei bestseller del New York Times per un record di 216 settimane e folle di turisti sono scesi a Savannah sperando di intravedere la ragazzina di bronzo fuso le cui braccia stanche sembravano soppesare il bene e il male. A quel tempo la Judson era praticamente sconosciuta e fu drammaticamente riscoperta quando la figura straordinaria si rivelò essere quella che aveva creato nel 1936: Bird Girl. Per fermare le copie illegali, sua figlia Alice, come esecutrice testamentaria del patrimonio artistico della Judson, nel 1998 autorizzò la vendita di repliche accurate in dimensioni ridotte, con royalties a sostegno della Ragdale Foundation. Ne furono vendute decine di migliaia, a testimonianza del fascino senza tempo del suo lavoro.
A testimonianza del suo fascino senza età e del suo valore duraturo, una copia originale in bronzo di Bird Girl è stata venduta all'asta nel 2021 per oltre $390.000.

### Rinnovato interesse per il lavoro della Judson
Nel 1994 si scoprì che una scuola aveva il modello in gesso originale di Bird Girl, da cui si potevano ricavare degli stampi per fondere una copia postuma per Ragdale. Poi nel 2009 ci si ricordò che la Judson aveva donato alle scuole i modelli in gesso originali di altre sculture, il mondo dell'arte pensava che fossero state distrutte; non erano etichettate, quindi alcune scuole non erano sicure di cosa fossero e alcune erano state danneggiate. Il modello in gesso del Little Gardener fu riparato e scansionato digitalmente nel 2012 per creare una replica esatta. La nipote ed esecutrice testamentaria della Judson, Francie Shaw (figlia di Alice, un'artista), autorizzò la vendita di copie in formato ridotto di quest'opera a un numero crescente di appassionati e collezionisti della Judson.
Nel 2016 la città di Lake Forest apprese che per 34 anni la statua nella fontana di Market Square aveva un nome sbagliato e installò una nuova targa con il nome che le aveva dato la Judson: Friends. Quattro copie originali realizzate nel 1970-77 erano chiamate Friends in articoli di giornali e riviste, ma quando una copia postuma fu fusa per Market Square nel 1982, il nome che la Judson scelse per la statua fu in qualche modo dimenticato e la sua targa diceva Girl with Baby on Shoulder.

### Opere visibili al pubblico - per anno di creazione originaria
| 1923 | Naughty Faun          | Glencoe, IL        | Chicago Botanic Garden (Herb Garden) |
| 1925 | Merchild              | Glencoe, IL        | Chicago Botanic Garden (Regenstein Center reflecting pool) |
| 1929 | Little Gardener       | Washington, DC     | La Casa Bianca (Jacqueline Kennedy Garden) |
| 1932 | Girl with a Squirrel  | Murrells Inlet, SC | Brookgreen Gardens |
| 1934 | Young Woman           | Dayton, OH         | Dayton Art Institute |
| 1936 | Bird Girl             | Savannah, GA       | Telfair Museum of Art |
| 1936 | Bird Girl             | Riverwoods, IL     | Ryerson Conservation Area (Brushwood Center) |
| 1938 | Winter                | Filadelfia, PA     | Friends Hospital (Bonsall Building garden) |
| 1938 | Winter                | Chicago, IL        | The Newberry Library (vicino all'ingresso principale) |
| 1945 | Harbor Seal           | Highland Park, IL  | Biblioteca pubblica (giardino) |
| 1946 | Boy Reading           | Highland Park, IL  | Biblioteca pubblica (atrio) |
| 1947 | Little Niece          | Davenport, IA      | Museo d'Arte di Figgè |
| 1950 | Two Children          | Lake Forest, IL    | Prima chiesa presbiteriana (santuario) |
| 1950 | Madonna               | Hillside, IL       | Cimitero della Regina del Cielo |
| 1950 | Madonna               | Greenwich, CT      | Alleanza del Sacro Cuore |
| 1952 | Mother and Child      | Lake Forest, IL    | Centro ospedaliero per la salute delle donne (Healing Garden) |
| 1952 | Guardian Angel        | Chicago, IL        | Rush University, spostata nella sala dell'Armor Academic Center, 1998, dopo la demolizione della Schweppe Hall/Schweppe-Sprague Hall, dedicata nel 1952, dove la scultura in bassorilievo è stata installata sopra l'ingresso dell'edificio. |
| 1954 | Roosevelt Fountain    | Brookfield. IL     | Brookfield Zoo, colonne commemorative che simboleggiano Theodore Roosevelt associato alla fauna selvatica, nel mezzo del parco |
| 1955 | Violinist             | Highland Park, IL  | Ravinia Festival, in cima alla fontana fuori dal Murray Theatre |
| 1955 | Violinist             | Lake Forest, IL    | Lake Forest Bank (Bank Lane, atrio) |
| 1955 | Dancer (Ballerina)    | Highland Park, IL  | Ravinia Festival, in cima alla fontana a destra del padiglione |
| 1955 | Dancer (Ballerina)    | Lake Forest, IL    | Lake Forest Bank (Bank Lane, atrio) |
| 1955 | Dancer (Ballerina)    | Evanston, IL       | Scuola superiore di Evanston Township, cortile senior |
| 1958 | Monument to Mary Dyer | Boston, MA         | Massachusetts State House, il prato |
| 1958 | Monument to Mary Dyer | Filadelfia, PA     | Centro amici |
| 1958 | Monument to Mary Dyer | Richmond, IN       | Earlham College |
| 1959 | Birds on Eggs         | Glencoe, IL        | Giardino botanico di Chicago (orto) |
| 1960 | Girl with Piglet      | Brookfield, IL     | Zoo di Brookfield, vicino al Bramsen Animal Ambassador Pavilion, vicino a Hamill Family Wild Encounters; chiamato anche Zoo Children |
| 1960 | Boy with Chicken      | Brookfield, IL     | Zoo di Brookfield, vicino a Bramsen Animal Ambassador Pavilion, vicino a Hamill Family Wild Encounters; chiamato anche Zoo Children |
| 1961 | Stations of the Cross | Winnetka, IL       | Chiesa del Sacro Cuore |
| 1963 | Raintree Fountain     | Lisle, IL          | Morton Arboretum (Sterling Morton Library) |
| 1963 | Raintree Fountain     | Lake Forest, IL    | Lake Forest Hospital, Cappella |
| 1967 | Apple Tree Children   | Lake Forest, IL    | Biblioteca pubblica (Biblioteca dei bambini) |
| 1968 | Acorn Gateposts       | Lisle, IL          | Morton Arboretum, Arbor Court |
| 1969 | Friends               | Filadelfia, PA     | Ospedale degli amici |
| 1969 | Friends               | Lake Forest, IL    | Fontana della Piazza del Mercato |
| 1973 | Geese                 | Lake Bluff, IL     | Biblioteca pubblica (giardino) |
| 1974 | Dancing Boy           | Lake Forest, IL    | Piazza del mercato (nicchia del timpano n. 266) |

## Libri di Sylvia Shaw Judson
- (EN) The Quiet Eye, A Way of Looking at Pictures, Chicago, Henry Regnery, 1954, ISBN 0-89526-638-5.
- (EN) For Gardens and Other Places: The Sculpture of Sylvia Shaw Judson, Chicago, Henry Regnery, 1967.

## Osservazioni
1. ↑  Sylvia e suo padre hanno trascorso quattro mesi in Cina attraverso le Filippine, il Giappone e la Corea. Indicativo dei legami sociali della famiglia Shaw, i loro compagni in quel viaggio erano Joy Morton e membri della sua famiglia. Joy era un uomo d'affari di statura nazionale e fondatore di Morton Salt, con sede a Chicago, che fondò il Morton Arboretum nel 1922
2. ↑  I nomi e le date possono essere sconcertanti. Nel libro della Judson del 1967 For Gardens and Other Places, il Little Gardener si chiama Gardener e la data indicata è il 1935, evidentemente quando la copia mostrata fu stampata. La Judson a volte si riferiva a un'opera con più di un nome e alcune delle sue opere sono mostrate con nomi che non ha mai dato loro; per esempio al Friends Hospital di Filadelfia, il ragazzino di pietra calcarea scolpita che lei chiamava Winter ha una targa che dice "Boy Feeding Bird".
3. ↑  In questo articolo alcune sculture sono descritte in modo interpretativo per aiutare i lettori a visualizzare il loro aspetto. Le descrizioni interpretative delle opere d'arte sono, ovviamente, soggettive e discutibili.
4. ↑  Dodici dei 18 pezzi della mostra del 1938 non sono menzionati nel libro della Judson del 1967. Era arrivata all'attenzione nazionale nel 1964-66 per il suo Little Gardener del 1929 e forse avrebbe voluto presentare il lavoro che aveva svolto negli ultimi anni; due terzi delle opere d'arte del libro sono state create negli anni '50 e '60.
5. ↑  Divenne Sylvia Haskins nel 1963, ma mantenne Sylvia Shaw Judson come nome d'arte e lo usò per il suo libro del 1967. Nelle interviste stampate e negli articoli di notizie sul suo lavoro viene occasionalmente indicata come la signora Haskins.
6. ↑  Dopo aver creato la Ragdale Foundation nel 1976, Alice Judson Ryerson Hayes ne fu a capo negli anni '80. Diventò un importante rifugio residenziale per persone creative. Nel 1986 cedette tutti gli edifici ed i terreni di Ragdale al Comune di Lake Forest, per essere utilizzati dalla Fondazione. Negli anni 2000 la casa di Ragdale fu ristrutturata strutturalmente e riportata all'aspetto che aveva nel 1926, al costo di 3.200.000 dollari raccolti tramite donazioni private.
7. ↑  Per motivi di sicurezza le sculture che si trovano nelle scuole pubbliche non sono incluse nell'elenco delle opere esposte al pubblico.
8. ↑  Le opere d'arte sono protette dalle leggi sul diritto d'autore anche dopo la morte dell'artista, ma non è facile difendere i diritti dell'artista. Alice tentò di citare in giudizio i trasgressori, ma concluse che ciò era inutile. Il problema svanì nel 1999 quando copie autorizzate di alta qualità divennero disponibili tramite Potina,[7] Charlotte, studio d'arte NC di proprietà di Brian Caldwell
9. ↑  L'impressione comune che ci possa essere solo una copia originale di una scultura è sbagliata. Qualsiasi copia autorizzata dalla Judson durante la sua vita è per definizione una copia originale. Per rendere le sue opere più accessibili, autorizzò il rifacimento di edizioni limitate (quattro copie di un'opera importante, di norma); i suoi clienti capirono che la loro copia non era unica.
10. ↑  Ragazza con bambino sulla spalla è il nome con cui la statua veniva chiamata alla fonderia quando venne fusa, ma quel titolo indusse in errore molte persone pensando che la ragazza fosse una madre e il bambino fosse suo figlio, non quello che la Judson intendeva simboleggiare con quel lavoro. Per coincidenza nel 2012 il Chicago Botanic Garden scoprì che più di 30 anni prima erano stati dati nomi e date errati per due sculture della Judson; inoltre, nel 2013 restaurarono il loro Naughty Faun di 90 anni.[10]